# Rotonda pentagonal
En geometría, la rotonda pentagonal es uno de los sólidos de Johnson (J6). Se puede ver como medio icosidodecaedro.
Los 92 sólidos de Johnson fueron nombrados y descritos por Norman Johnson en 1966.